# Paracles irritans
Paracles irritans là một loài bướm đêm thuộc phân họ Arctiinae, họ Erebidae.